# Улицы Тараза
У́лицы Тара́за (каз. Тараз көшелері) — городская инфраструктура, обеспечивающая пешеходное и транспортное движение, а также проживание и обслуживание населения города Тараз.
Первые те или иные сведения о внутреннем устройстве Тараза, — даны после его занятия отрядом М. Г. Черняева в 1864 году. Так, согласно работе Черняева «Записка о крепости Аулиеата. Святой отец. Июня 1864 г.», населённый пункт, состоявший из крепости (внутри которой — цитадель) и к югу от неё — слободки, — включал в себя 14 улиц, 8 мечетей, 767 домов, в том числе с лавками — 473. В слободке, насчитывавшая 2—3 тыс. чел., основной улицей являлась — Наманга́н-Коче́ (в переводе — Наманганская улица), названная связи с первыми жителями слободки, переселившиеся сюда из Намангана в 1837 году. После полноценного вхождения города в состав Российской империи, в него начали селиться русские переселенцы: так, в 1876 году, сюда было сослано 80 уральских казаков, а особенно приток русских увеличился в 80—90 годах XIX века. Русские обосновали отдельную часть города (к северо-западу от крепости) и основали улицы — База́рную (ныне — проспект Толе би), Ру́сскую (ныне — улица Пушкина). Тем самым город рос в западном направлении. Так как основной процесс развития Тараза, и, собственно формирования улиц пришёлся на советский период, большинство улиц и составные части города носили наименования соответствующие советской идеологии. Значительная их часть в итоге была переименована в независимом Казахстане.
Всего в Таразе 1330 улиц, в том числе на 293 из которых установлены фонари. На брифинге акима города Тараз 2022 года, в течение трёх лет запланировано установить оснащение на 123 улицах, провести средний ремонт на 34 улицах, тем самым увеличив долю асфальтированных дорог с 86 до 94 %.
Для населённых пунктов Жидели, Казарма, Кольтоган, Кумшагал, Кызылабад, Чолдала, входящих в состав Таразской городской администрации, — приведены отдельные списки.

## Список
Список основан на неофициальных общедоступных данных из картографических сервисов (Google Maps, Яндекс.Карты, OpenStreetMap и 2ГИС) и, скорее всего, не является полным и точным.
| # А Б В Г Д Е Ж З И К Л М Н О П Р С Т У Ф Х Ц Ч Ш Щ Э Ю Я |

### #
- 8 марта, 2-й переулок
- 8 марта, переулок

### А
- Абая, 1-й переулок
- Абая, 2-й переулок
- Абая, 3-й переулок
- Абая, 4-й переулок
- Абая, переулок
- Абая, проспект
- Абая, тупик
- Абдильдаева, улица
- Абдирова, улица
- Абдуллина, 1-й переулок
- Абдуллина, улица
- Абдыбаева, улица
- Абилкаирова, улица
- Абишева, 2-й переулок
- Абишева, 3-й переулок
- Абишева, 4-й переулок
- Абишева, 5-й переулок
- Абишева, улица
- Абланова, улица
- Абылай Хана, 1-й переулок
- Абылай Хана, 2-й переулок
- Абылай Хана, 3-й переулок
- Абылай Хана, 4-й переулок
- Абылай Хана, 5-й переулок
- Абылай Хана, 6-й переулок
- Абылай Хана, улица
- Аванесова, переулок
- Аванесова, улица
- Автомобильная улица
- Автомобильный 1-й переулок
- Автомобильный 3-й переулок
- Адамбаева, 1-й переулок
- Адамбаева, улица
- Азат, улица
- Азербаева, тупик
- Азербаева, улица
- Азербайжана Мамбетова, улица
- Азизбекова, улица
- Айдын, улица
- Айнабулак, улица
- Айнаколь, улица
- Айтау, улица
- Айтеке би, 1-й переулок
- Айтеке би, 3-й переулок
- Айтеке би, улица
- Айтиева, 2-й переулок
- Айтиева, улица
- Айша биби, улица
- Академика Павлова, улица
- Акбакай, улица
- Акбастау, улица
- Акбиик, улица
- Акбозова, 1-й переулок
- Акбозова, 3-й переулок
- Акбозова, улица
- Акбота, улица
- Акбулым, улица
- Акдала, улица
- Акжол, улица
- Акжупар, улица
- Аккайын, улица
- Акканат, улица
- Аккоз батыра, улица
- Аккозиева, 1-й переулок
- Аккозиева, 2-й переулок
- Аккозиева, 3-й переулок
- Аккозиева, 4-й переулок
- Аккозиева, тупик
- Аккозиева, улица
- Акколь, улица
- Аккорган, улица
- Аккошкар аулие, улица
- Акмолда Батыр басы, 1-й переулок
- Акмолда Батыр басы, 2-й переулок
- Акмолда Батыр басы, улица
- Акмолинская улица
- Акмолинский 1-й переулок
- Аксай, улица
- Аксу, улица
- Аксункар, улица
- Актамберды жырау, улица
- Актюбинская улица
- Акша батыра, улица
- Акшатыр, улица
- Акшуак, улица
- Акылбекова, 1-й переулок
- Акылбекова, 2-й переулок
- Акылбекова, улица
- Акыртас, улица
- Аламан, улица
- Алатау, улица
- Алатауская улица
- Алатауский 1-й переулок
- Алатауский 2-й переулок
- Алексеева, улица
- Алии Молдагуловой, улица
- Алимкулова, улица
- Алипшеева, 1-й переулок
- Алипшеева, 2-й переулок
- Алипшеева, 3-й переулок
- Алипшеева, 4-й переулок
- Алипшеева, 5-й переулок
- Алипшеева, 6-й переулок
- Алипшеева, улица
- Алихана Бокейхана, улица
- Алкея Маргулана, улица
- Алматинская улица
- Алпамыс батыра, улица
- Алтай, улица
- Алтыбакан, улица
- Алтын Орда, улица
- Алтынсарина, улица
- Алыптегин, улица
- Алчовая улица
- Алшалы, улица
- Аль-Фараби, переулок
- Аль-Фараби, улица
- Амангельды, переулок
- Амангельды, улица
- Амире Кашаубаева, улица
- Анар, улица
- Анарбаева, улица
- Аныракай, улица
- Аппаева, 1-й переулок
- Аппаева, 2-й переулок
- Аппаева, улица
- Аппасовой, улица
- Апсеметова, улица
- Арай, улица
- Арасан, улица
- Аргымак, 1-й переулок
- Аргымак, 2-й переулок
- Аргымак, улица
- Арлан, улица
- Арнасай, улица
- Аршалы, улица
- Артёма, 1-й переулок
- Артёма, 2-й переулок
- Артёма, улица
- Асимова, улица
- Аскарова, улица
- Ассинская улица
- Ассинский 1-й переулок
- Ассинский 3-й переулок
- Ассинский 4-й переулок
- Ассинский 5-й переулок
- Ат Тарази, 1-й переулок
- Ат Тарази, 2-й переулок
- Ат Тарази, улица
- Атлах, улица
- Аубакирова, улица
- Аулиеатинская улица
- Аулиеатинский тупик
- Ауэзова, улица
- Ашимбаева, улица
- Аэропортовская улица
- Аяулы, улица

### Б
- Бабушкина, улица
- Баженова, улица
- Базарбая, улица
- Баисейтовой, переулок
- Баисейтовой, улица
- Байгисиева, улица
- Байдибека баба, улица
- Байдильдаева, улица
- Байзак батыра, 1-й переулок
- Байзак батыра, 2-й переулок
- Байзак батыра, 3-й переулок
- Байзак батыра, улица
- Байкент, улица
- Байконыс, улица
- Байкоразова, улица
- Байтана батыра, улица
- Байтасова, улица
- Байтак, улица
- Байтурсынова, улица
- Байшешек, улица
- Бакбергенова, улица
- Бакиевской, переулок
- Бакира Абдуллаева, улица
- Бактияр баба, улица
- Бакшалы, улица
- Балауса, улица
- Балбырауын, улица
- Балдырган, улица
- Балкарагай, улица
- Балуана Шолака, улица
- Банникова, улица
- Банный тупик
- Барбола, переулок
- Барбола, улица
- Барбюса, улица
- Бармак акына, улица
- Барыс, улица
- Барысхан, улица
- Бауыржана Момышулы, 1-й переулок
- Бауыржана Момышулы, 2-й переулок
- Бауыржана Момышулы, 3-й переулок
- Бауыржана Момышулы, улица
- Баянауыл, улица
- Бебеля, улица
- Бедельбаева, улица
- Бейбитшилик, улица
- Бекбергенова, 1-й переулок
- Бекбергенова, 2-й переулок
- Бекбергенова, 3-й переулок
- Бекбергенова, 4-й переулок
- Бекбергенова, 5-й переулок
- Бекбергенова, 6-й переулок
- Бекбергенова, 7-й переулок
- Бекбергенова, улица
- Бектурганова, улица
- Белинского, улица
- Бердибека Сокпакбаева, улица
- Бесагашский переулок
- Бесиктас, улица
- Беспалова, проезд
- Бигельдинова, улица
- Бирлесу енбек, улица
- Бирлик, улица
- Богдана Хмельницкого, улица
- Богуна, переулок
- Бозторгай, улица
- Болатова, улица
- Болашак, улица
- Болтирик шешен, 1-й переулок
- Болтирик шешен, 2-й переулок
- Болтирик шешен, 3-й переулок
- Болтирик шешен, улица
- Больничный переулок
- Больничный тупик
- Бостандык, улица
- Братская улица
- Бруно, улица
- Будённого, улица
- Бульварный 3-й переулок
- Бульварный 4-й переулок
- Бульварный 5-й переулок
- Бурненская улица
- Бурыл, 2-й переулок
- Бурыл, 3-й переулок
- Бухар Жырау, улица

### В
- Виноградная улица
- Вишнёвая улица
- Владимира Высоцкого, улица
- Водопьянова, улица
- Воинская улица
- Волкова, тупик
- Волкова, улица
- Володарского, улица
- Восточно-Семафорный, переулок

### Г
- Габита Мусрепова, улица
- Галунчина, улица
- Гамалея, улица
- Генерала Дуйсебаева, переулок
- Генерала Кыпшакбаева, улица
- Генерала Рахимова, улица
- Гидрокомплекс, улица
- Гипсовый 1-й переулок
- Гипсовый 2-й переулок
- Глинки, улица
- Говорова, переулок
- Говорова, улица
- Гоголя, переулок
- Гоголя, улица
- Гончарова, улица
- Горная, улица
- Громовой, улица
- Грушко, улица

### Д
- Дальняя Карасу, переулок
- Дальняя Карасу, улица
- Даненулы, переулок
- Даненулы, улица
- Дархан, улица
- Дастур, улица
- Датова, 1-й переулок
- Датова, 2-й переулок
- Датова, улица
- Дауылпаз, улица
- Дачная, улица
- Демесинова, улица
- Демьяна Бедного, улица
- Диваева, улица
- Дины Нурпеисовой, улица
- Добровольского, улица
- Добролюбова, улица
- Домалак Ана, улица
- Досмухаммедова, улица
- Достоевского, переулок
- Достоевского, улица
- Дуйсебаева, улица
- Дуйсена Баянова, улица
- Дулата Баямбаева, улица
- Дулати, 1-й переулок
- Дулати, 2-й переулок
- Дулати, улица
- Дулатова, улица
- Думан, улица
- Дуримбетова, проезд
- Дуримбетова, улица

### Е
- Елибаева, переулок
- Елибаева, улица
- Елюбаева, улица
- Ермека Серкебаева, улица
- Есей би, улица
- Есенберлина, улица
- Есенина, улица
- Есет батыра, улица
- Ескелды батыра, улица
- Еспаева, 1-й переулок
- Еспаева, 2-й переулок
- Еспаева, улица
- Естемисова, улица

### Ж
- Жагалау, улица
- Жазылбека Куанышбаева, улица
- Жайык, улица
- Жакан Сабалакова, улица
- Жалантос батыра, улица
- Жалаулы, улица
- Жалын, улица
- Жамбыла, проспект
- Жанабаева, улица
- Жанасоз, улица
- Жанболатова, улица
- Жангельдина, переулок
- Жангельдина, улица
- Жандарбекова, улица
- Жандосова, улица
- Жанкоразова, 1-й переулок
- Жанкоразова, 2-й переулок
- Жанкоразова, 3-й переулок
- Жанкоразова, улица
- Жансугурова, улица
- Жас даурен, улица
- Жаугаш батыра, 2-я улица
- Жаугаш батыра, улица
- Жауказын, улица
- Жаухар, улица
- Железнодорожная улица
- Железнодорожный 1-й переулок
- Желтовского, тупик
- Желтовского, улица
- Желтоксан, 3-й переулок
- Желтоксан, 4-й переулок
- Желтоксан, улица
- Жемисти, улица
- Жеруйык, улица
- Жетитобе, улица
- Жетысу, улица
- Жибек Жолы, тупик
- Жибек Жолы, улица
- Жидек, улица
- Жиембет жырау, улица
- Жикооперации, 1-й переулок
- Жикооперации, 2-й переулок
- Жикооперации, улица
- Жихангер, улица
- Жолбарыс хана, улица
- Жолсеита Камбарова, улица
- Жуалы, улица
- Жуанышева, переулок
- Жуанышева, улица
- Жузбаева, улица
- Жумадилова, улица
- Жунисалиева, улица
- Жургенова, улица
- Жусипа Баласагуна, 1-й переулок
- Жусипа Баласагуна, 2-й переулок
- Жусипа Баласагуна, 3-й переулок
- Жусипа Баласагуна, улица
- Жылысбаева, улица

### З
- Западная улица
- Западный 1-й переулок
- Западный 2-й переулок
- Западный 3-й переулок
- Заречная 2-й переулок
- Заречная улица
- Заурбекова, улица
- Зелёная улица
- Зелёный 1-й переулок
- Зелёный 2-й переулок
- Зои Космодемьянской, переулок
- Зои Космодемьянской, улица

### И
- Ивана Франко улица
- Игилик, улица
- Иманалиева, улица
- Исатая, улица

### К
- Кадыр Мырза али, улица
- Кадыргали Жалаири, 1-й переулок
- Кадыргали Жалаири, улица
- Казакова, переулок
- Казакова, улица
- Казахская, улица
- Казыбек би, 1-й переулок
- Казыбек би, 2-й переулок
- Казыбек би, 3-й переулок
- Казыбек би, 4-й переулок
- Казыбек би, проезд
- Казыбек би, улица
- Казына, улица
- Кайду хана, улица
- Кайназарова, улица
- Кайыма Мухамедханова, улица
- Каллаур акима, 1-й переулок
- Каллаур акима, 2-й переулок
- Каллаур акима, 3-й переулок
- Каллаур акима, 4-й переулок
- Каллаур акима, улица
- Калкабая Сартбаева, улица
- Канавский, переулок
- Капал, 1-й переулок
- Капал, 2-й переулок
- Капал, 3-й переулок
- Капал, 4-й переулок
- Капал, 5-й переулок
- Капал, 6-й переулок
- Капал, улица
- Караванная улица
- Карагай, улица
- Карагандинская улица
- Каракемер, улица
- Каракум, улица
- Карасу, 1-я улица
- Карасу, 2-я улица
- Карасу, 3-я улица
- Каратая Турысова, улица
- Карахан, улица
- Карлыгаш, улица
- Кармелюка, улица
- Каспака Курманбекова, улица
- Касыма Кайсенова, улица
- Касымбекова, улица
- Каукена Кенжетаева, улица
- Кашаганова, 2-й переулок
- Кашаганова, 3-й переулок
- Кашаганова, улица
- Кашгари, улица
- Кацюбинского, улица
- Кенесары Хана, проспект
- Кербулак, улица
- Керуен, улица
- Кикбаева, улица
- Клары Цеткин, улица
- Клубная улица
- Клубничная улица
- Клубной переулок
- Кобыланды, улица
- Ковалевской, улица
- Когершин, улица
- Кодели, улица
- Кожаберген жырау, тупик
- Кожаберген жырау, улица
- Козлова, улица
- Койбакова, улица
- Койшибекова, 2-й переулок
- Койшибекова, улица
- Кокорай, улица
- Колбасшы Койгельды, переулок
- Колбасшы Койгельды, улица
- Кольцевая улица
- Кольцевой проезд
- Комарова, улица
- Комратова, улица
- Конаева, 1-й переулок
- Конаева, 2-й переулок
- Конаева, улица
- Кондратьева, улица
- Коперника, улица
- Косанова, улица
- Космонавтов, улица
- Косы батыра, улица
- Кошек батыра, улица
- Кошекова, улица
- Кошеней, 1-й переулок
- Кошеней, 2-й переулок
- Кошеней, 3-й переулок
- Кошеней, 4-й переулок
- Кошеней, 5-й переулок
- Кошеней, 6-й переулок
- Кошеней, 7-й переулок
- Кошеней, 8-й переулок
- Кошеней, улица
- Кошкарбай, улица
- Кошмамбетова, улица
- Красина, 1-й переулок
- Красина, 2-й переулок
- Красина, 3-й переулок
- Красина, 4-й переулок
- Красина, 5-й переулок
- Красина, 6-й переулок
- Красина, 7-й переулок
- Крылова, улица
- Кудайбердиева, улица
- Кулагер, улица
- Кулан, улица
- Кулжабаева, улица
- Кулибина, улица
- Кулпынай, улица
- Куншуак, улица
- Курманбетова, улица
- Курмангазы, переулок
- Курмангазы, улица
- Кустанайская улица
- Кустанайский 2-й переулок
- Кустанайский 3-й переулок
- Кустанайский переулок
- Курчатова, улица
- Кызыл Кайнар, переулок
- Кызыл Кайнар, улица
- Кылышбай акына, улица

### Л
- Лазарева, улица
- Лазо, 1-й переулок
- Лазо, 2-й переулок
- Лазо, улица
- Латифа Хамиди, улица
- Левашова, улица
- Лермонтова, улица
- Локомотивная улица
- Локомотивный переулок
- Ломоносова, улица
- Лукманова, 1-й проезд
- Лукманова, 2-й переулок
- Лукманова, 2-й проезд
- Лукманова, переулок
- Лукманова, проезд
- Лукманова, улица
- Лысенко, улица

### М
- Магазы Масанчи, переулок
- Магазы Масанчи, улица
- Макаренко, переулок
- Макарова, улица
- Мало-Бесагашский переулок
- Мамбет батыра, 1-й переулок
- Мамбет батыра, 2-й переулок
- Мамбет батыра, тупик
- Мамбет батыра, улица
- Мангилик ел, 1-й переулок
- Мангилик ел, 2-й переулок
- Мангилик ел, 3-й переулок
- Мангилик ел, улица
- Маншук Маметовой, улица
- Майкы би, улица
- Майлина, улица
- Майлыкожа, улица
- Марау Ана, улица
- Маржан, улица
- Матросова, тупик
- Матросова, улица
- Махамбет батыра, переулок
- Махамбет батыра, улица
- Маяковского, 1-й переулок
- Маяковского, 2-й переулок
- Маяковского, улица
- Медеу, улица
- Менделеева, 1-й переулок
- Менделеева, 2-й переулок
- Менделеева, 3-й переулок
- Менделеева, 4-й переулок
- Менделеева, улица
- Мереке, улица
- Меркенская, улица
- Менлибаева, улица
- Мичурина, 1-й переулок
- Мичурина, 2-й переулок
- Мичурина, улица
- Миялы, улица
- Мойылды, улица
- Мойынкумская улица
- Монке би, улица
- Молдарбекова, переулок
- Молдарбекова, тупик
- Молдарбекова, улица
- Московская улица
- Музбел, улица
- Мукана Атабаева, улица
- Мусабаева, улица
- Мусоргского, 1-й переулок
- Мусоргского, 2-й переулок
- Мусоргского, улица
- Мусрепова, улица
- Мустафы Шокай, улица
- Мусы Джалиля, улица
- Мухамеджана Сералина, улица

### Н
- Набережная улица
- Назарбекова, улица
- Наманганская улица
- Наркескен, улица
- Народная улица
- Наукан, улица
- Наурыз, 1-я улица
- Наурыз, 2-я улица
- Наурыз, 3-я улица
- Наурызбай батыра, улица
- Наурызгуль, улица
- Нахимова, 1-й переулок
- Нахимова, 2-й переулок
- Нахимова, улица
- Некрасова, тупик
- Некрасова, улица
- Несибе, улица
- Ниеткалиева, улица
- Ниязымбетова, улица
- Новостройка, улица
- Нургиса Тлендиева, улица
- Нурманбетова, улица
- Нура, улица
- Нурлы, улица

### О
- Овсянникова, улица
- Ойтал, улица
- Озбек акына, улица
- Октября, 1-й переулок
- Октября, 2-й переулок
- Окым Кортыс, улица
- Олега Кошевого, улица
- Олжабаева, улица
- Онтустик, улица
- Оралхана Бокея, улица
- Орис, улица
- Оркениет, улица
- Осипенко, улица
- Отеген батыра, улица
- Отто Шмидта, улица
- Отырар, улица

### П
- Пархоменко, улица
- Патриса Лулумбы, 1-й переулок
- Патриса Лулумбы, 2-й переулок
- Патриса Лулумбы, улица
- Пацаева, улица
- Перепелкина, улица
- Песочная улица
- Песчаный 1-й переулок
- Песчаный 2-й переулок
- Петрашевского, улица
- Петрова, улица
- Петровского, улица
- Пирогова, 2-й переулок
- Пирогова, 3-й переулок
- Пирогова, 4-й переулок
- Пирогова, 5-й переулок
- Пирогова, улица
- Плеханова, 3-й переулок
- Плеханова, 4-й переулок
- Плеханова, 5-й переулок
- Плеханова, улица
- Полевая улица
- Попова, улица
- Прибалхашская, улица
- Привокзальная улица
- Пригородная улица
- Пригородный переулок
- Прманова, улица
- Пушкина, улица

### Р
- Райымбек батыра, 1-й переулок
- Райымбек батыра, 2-й переулок
- Райымбек батыра, 4-й переулок
- Райымбек батыра, улица
- Рафинадная улица
- Рафинадный переулок
- Рахимова, 1-й переулок
- Рахимова, 2-й проезд
- Рахимова, тупик
- Рахмати, улица
- Рахмета Жолаева, улица
- Репина, улица
- Речная, улица
- Ровненская, улица
- Розыбакиева, 2-й переулок
- Розы Балгановой, улица
- Рыночная улица
- Рыночный 1-й переулок
- Рыночный 2-й переулок
- Рысбек батыра, улица
- Рысбекова, улица
- Рыскулова, улица

### С
- Сабита Муканова, 1-й переулок
- Сабита Муканова, 2-й переулок
- Сабита Муканова, 3-й переулок
- Сабита Муканова, улица
- Сагындыкова, переулок
- Сагындыкова, улица
- Сагынтаева, улица
- Сайрам, улица
- Сакиева, улица
- Салавата Юлаева, улица
- Салем Смайылулы, улица
- Салкам Жангира, улица
- Саманты Смит, переулок
- Самаркандская улица
- Самсар, улица
- Санырак батыра, проезд
- Санырак батыра, улица
- Сапар, улица
- Сарбас Акына, улица
- Саркырама, улица
- Сарсенбаева, улица
- Сарыарка, улица
- Сарыкемер, улица
- Сатпаева, улица
- Сатыбалдиева, улица
- Саудакент, улица
- Сауран, улица
- Саухымбека Турысова, улица
- Северная улица
- Сейтхана Абдиева, улица
- Сейфуллина, улица
- Сельская улица
- Сельский переулок
- Сенкибая, 1-й переулок
- Сенкибая, 2-й переулок
- Сенкибая, 3-й переулок
- Сенкибая, 4-й переулок
- Сенкибая, 5-й переулок
- Сенкибая, 6-й переулок
- Сенкибая, улица
- Сергея Ишина, переулок
- Сергея Ишина, улица
- Серова, улица
- Сеченова, улица
- Синявина, улица
- Смайлова, улица
- Смаилова, переулок
- Смоленская улица
- Смоленский 1-й переулок
- Смоленский 2-й переулок
- Сорокина, 1-й переулок
- Сорокина, 2-й переулок
- Сорокина, 3-й переулок
- Сорокина, 4-й переулок
- Сорокина, улица
- Станционный переулок
- Старикова, улица
- Степана Разина, 1-й переулок
- Степана Разина, 2-й переулок
- Степана Разина, 3-й переулок
- Степана Разина, 4-й переулок
- Степная 2-я улица
- Степной 1-й переулок
- Степной 2-й переулок
- Степной 2-й тупик
- Студенческая улица
- Суинбай, улица
- Сулейманова, 1-й переулок
- Сулейманова, 2-й переулок
- Сулейманова, 3-й переулок
- Сулейманова, 4-й переулок
- Сулейманова, улица
- Сулейманова, улица
- Султанбаева, 2-й переулок
- Султанбаева, 2-й проезд
- Султанбаева, 3-й переулок
- Султанбаева, переулок
- Султанмахмута Торайгырова, улица
- Сухимбаева, улица
- Сыздыкова, 1-й переулок
- Сыздыкова, 5-й переулок
- Сыздыкова, 6-й поворот
- Сыздыкова, тупик
- Сыздыкова, улица
- Сыпатай батыра, улица
- Сыпыра жырау, улица

### Т
- Тажибаева, 1-й переулок
- Тажибаева, 2-й переулок
- Тажибаева, улица
- Тайбурыл, улица
- Такенова, 1-й переулок
- Такенова, 2-й переулок
- Такенова, 3-й переулок
- Такенова, 5-й переулок
- Такенова, улица
- Талалахина, улица
- Талап, улица
- Таласская улица
- Таласская 2-я улица
- Таласский 1-й переулок
- Таласский,2-й переулок
- Талды, улица
- Талдыкурганская улица
- Талшын, улица
- Танкурай, улица
- Тараза, улица
- Тасбулак, улица
- Тастандиева, 1-й переулок
- Тастандиева, 2-й переулок
- Тастандиева, 4-й переулок
- Тастандиева, улица
- Тауке Хана, улица
- Ташкентская улица
- Ташкентский 4-й переулок
- Ташкентский 5-й переулок
- Театральная улица
- Театральный переулок
- Тектурмас, улица
- Темирбека Жургенова, улица
- Темирказык, улица
- Тилемис акына, улица
- Титова, улица
- Тлеубаева, улица
- Тобылгы, улица
- Толе би, переулок
- Толе би, проспект
- Толе би, тупик
- Толстого, переулок
- Толстого, улица
- Тонкерис, улица
- Трудовой 2-й переулок
- Трудовой 3-й переулок
- Трудовой 4-й переулок
- Туйебекова, улица
- Туймекент, улица
- Туйте Пиримкулова, улица
- Туманбая Молдагалиева, улица
- Туран, улица
- Турара Жайымбаева, улица
- Тургенева, переулок
- Тургенева, улица
- Туркестанская улица
- Турксибская улица
- Турсунова, улица
- Тумар, улица
- Тындыбекова, улица
- Тынышбаева, улица
- Тюленина, улица

### У
- Уездная улица
- Уездный 1-й переулок
- Уездный 2-й переулок
- Узбекская улица
- Узбекский 1-й переулок
- Узбекский 2-й переулок
- Узбекский 3-й переулок
- Узбекская улица
- Узынтау, улица
- Украинки, улица
- Улбике акына, 1-й переулок
- Улбике акына, 2-й переулок
- Улбике акына, переулок
- Улбике акына, улица
- Ултанбаева, улица
- Улытау, улица
- Умбетбаева, улица
- Урицкого, 2-й переулок
- Урицкого, улица
- Усть-Каменогорская улица
- Утеулиева, переулок
- Утеулиева, улица

### Ф
- ФЗО, 1-й переулок
- ФЗО, 2-й переулок
- Фадеева, улица
- Фазлаева, улица
- Фариза Онгарсынова, улица
- Фресно, 1-й переулок
- Фресно, 2-й переулок
- Фресно, 3-й переулок
- Фресно, 4-й переулок
- Фресно, 5-й переулок
- Фресно, 6-й переулок
- Фресно, 7-й переулок
- Фресно, 8-й переулок
- Фресно, 9-й переулок
- Фресно, 10-й переулок
- Фресно, 11-й переулок
- Фресно, 12-й переулок
- Фресно, 13-й переулок
- Фресно, 14-й переулок
- Фресно, 15-й переулок
- Фресно, 16-й переулок
- Фресно, улица
- Фосфоритная улица

### Х
- Хаджимукана, 1-й переулок
- Хаджимукана, 2-й переулок
- Хаджимукана, 3-й переулок
- Хаджимукана, 4-й переулок
- Хаджимукана, улица
- Хамита Ергалиева, улица
- Ханшатыр, улица
- Химиков, улица
- Хиуаз Доспановой, улица
- Хмелевского, 1-й переулок
- Хмелевского, 2-й переулок
- Хмелевского, улица
- Ходжи Ахмеда Яссауи, улица
- Хусаина, улица

### Ч
- Чернышова, улица
- Черняховского, переулок
- Черняховского, улица
- Чехова, 1-й переулок
- Чехова, 2-й переулок
- Чехова, улица
- Чкалова, 1-й переулок
- Чкалова, 2-й переулок
- Чкалова, улица

### Ц
- Цветочная улица
- Целиноградская улица
- Целиноградский 1-й переулок
- Целиноградский 2-й переулок
- Целиноградский 3-й переулок
- Центральная улица

### Ш
- Шакена Айманова, улица
- Шакирова, улица
- Шамши Калдаякова, улица
- Шапагат, улица
- Шара Жиенкулова, улица
- Шасаидова, улица
- Шаттык, улица
- Шаумяна, 1-й переулок
- Шаумяна, 2-й переулок
- Шаумяна, улица
- Шертер, улица
- Шиликти, улица
- Школьный переулок
- Шокалакова, улица
- Шокалпакова, улица
- Шокан Валиханова, 1-й переулок
- Шокан Валиханова, 2-й переулок
- Шокан Валиханова, 3-й переулок
- Шокан Валиханова, 4-й переулок
- Шокан Валиханова, 5-й переулок
- Шокан Валиханова, улица
- Шостаковича, улица
- Шота Руставели, улица
- Шуйская улица
- Шурайлы, улица
- Шыгыс, улица
- Шымкентская улица
- Шынар, улица

### Щ
- Щусева, улица

### Ы
- Ыбыраева, улица
- Ыклас Дукенулы, 1-й переулок
- Ыклас Дукенулы, 2-й переулок
- Ыклас Дукенулы, улица
- Ынтымак, улица
- Ырысты, улица

### Э
- Элеваторная 2-я улица
- Элеваторный 1-й переулок
- Элеваторный 2-й переулок
- Элеваторный 3-й переулок
- Элеваторный 4-й переулок
- Элеваторный 5-й переулок

### Ю
- Южная улица

### Я
- Яблочная улица
- Яблочный 1-й переулок
- Яблочный 2-й переулок
- Яковлева, улица
- Ярошбаева, улица

## Отдельные списки

### Жидели
- Бильге каган, улица

### Кольтоган
- Акжибек, улица
- Акшокы, улица
- Новый, 1-й переулок
- Первомайский, 1-й переулок
- Сарайшык, улица
- Шамшырак, улица

### Кумшагал
- Акжар, улица
- Аксарай, улица
- Аксу-Жабагылы, улица
- Актоган, улица
- Байконыр, улица
- Бейбарыс султан, улица
- Бурабай, улица
- Кансонар, улица
- Назконыр, улица
- Ордабасы, переулок
- Ордабасы, улица
- Серпер, улица
- Сулусай, улица
- Тумарлы, улица
- Ушконыр, улица
- Хантау, улица

### Кызылабад
- Аякоз, улица
- Байгалы, улица
- Казыгурт, улица
- Каркаралы, улица
- Окжетпес, улица
- Сайгулик, улица
- Сыганак, улица
- Телконыр, улица
- Ханжайлау, 1-й переулок
- Ханжайлау, 2-й переулок
- Ханжайлау, улица

### Чолдала
- 9-я, улица
- Абрикосовая, улица
- Агадыр, улица
- Азат, улица
- Айвовый, тупик
- Айдарлы, улица
- Акбаян, улица
- Акберен, улица
- Акбидай, улица
- Акгул, улица
- Акдидар, улица
- Акжелкен, улица
- Аккемер, улица
- Акку, улица
- Акниет, улица
- Акселеу, улица
- Актасты, улица
- Алга, улица
- Алтын дала, улица
- Алтынколь, улица
- Алчовая, улица
- Аманжол, улица
- Арна, улица
- Асар, улица
- Аскартау, улица
- Аслан Батыра, улица
- Бастау, улица
- Белес, улица
- Белжайлау, улица
- Бирлестик, улица
- Булакты, улица
- Булдирген, улица
- Вишнёвая, улица
- Вишнёвая, улица
- Водовода, улица
- Гулзар, улица
- Дария, улица
- Дербес, улица
- Дермене, улица
- Дихан, улица
- Долана, улица
- Дорожная, улица
- Дулыга, улица
- Емен, улица
- Еркиндик, улица
- Жагажай, улица
- Жазык, улица
- Жайсан, улица
- Жаксылык, улица
- Жанажол, улица
- Жанаконыс, улица
- Жанартау, улица
- Жанаталап, улица
- Жанатурмыс, улица
- Жангакты, улица
- Жалгас, улица
- Жартас, улица
- Жасампаз, улица
- Жетыген, улица
- Жузимдик, улица
- Жулдыз, улица
- Зангар, улица
- Земляничная, улица
- Инжир, улица
- Кайынды, улица
- Калакай, улица
- Канагат, улица
- Каракат, улица
- Карлыга, улица
- Келешек, улица
- Кемел, улица
- Кемер, улица
- Кендала, улица
- Кеншалгын, улица
- Когалы, улица
- Кокжиек, улица
- Коныраулы, улица
- Кумшагальская, улица
- Кундизды, улица
- Кусжолы, улица
- Кызгалдак, улица
- Кызылагаш, улица
- Кызыларай, улица
- Кызылжар, улица
- Кыран, улица
- Лашын, улица
- Макпал, улица
- Малиновая, улица
- Масаты, улица
- Мерей, улица
- Мирас, улица
- Мурагер, улица
- Набережный, переулок
- Науирзек, улица
- Орбулак, улица
- Оркен, улица
- Орнек, улица
- Парасат, 1-й переулок
- Парасат, 2-й переулок
- Парасат, 3-й переулок
- Парасат, 4-й переулок
- Парасат, 5-й переулок
- Парасат, улица
- Персиковая, улица
- Рауан, улица
- Раушангул, улица
- Самалдык, улица
- Самрук, улица
- Сапаркент, улица
- Сарыозек, улица
- Саттилик, улица
- Сливовая, улица
- Сулукол, улица
- Сулутор, улица
- Сункар, улица
- Тан самалы, улица
- Тарлан, улица
- Теректы, улица
- Токтаназара Дуйсембаева, улица
- Толкын, улица
- Улар, улица
- Улгили, улица
- Уркер, улица
- Урожайная, улица
- Урючная, улица
- Цветочный, тупик
- Шабдалы, улица
- Шаган, улица
- Шалкар, улица
- Шиели, улица
- Шугыла, улица
- Шынбулак, улица
- Шырша, улица
- Ыдырыс, улица
- Ынталы, улица
- Ыргели, улица
- Ырыс, улица
- Южная, улица
- Яблочная, улица